# Любятово (Західнопоморське воєводство)
Любятово (пол. Lubiatowo, нім. Lübtow) — село в Польщі, у гміні Пшелевиці Пижицького повіту Західнопоморського воєводства.
Населення — 366 осіб (2011).
У 1975-1998 роках село належало до Щецинського воєводства.

## Демографія
Демографічна структура станом на 31 березня 2011 року:
|          | Загалом | Допрацездатний вік | Працездатний вік | Постпрацездатний вік |
| -------- | ------- | ------------------ | ---------------- | -------------------- |
| Чоловіки | 194     | 40                 | 131              | 23                   |
| Жінки    | 172     | 37                 | 100              | 35                   |
| Разом    | 366     | 77                 | 231              | 58                   |